# Hydraena simplicicollis
Hydraena simplicicollis är en skalbaggsart som beskrevs av Blackburn 1896. Hydraena simplicicollis ingår i släktet Hydraena och familjen vattenbrynsbaggar. Inga underarter finns listade i Catalogue of Life.